# Пакстон (Илиноис)
Пакстон (енгл. Paxton) град је у америчкој савезној држави Илиноис. По попису становништва из 2010. у њему је живело 4.473 становника.

## Демографија
Према попису становништва из 2010. у граду је живело 4.473 становника, што је 52 (1,1%) становника мање него 2000. године.
| Група             | 2000.         | 2010.         |
| Белци             | 4.394 (97,1%) | 4.274 (95,6%) |
| Афроамериканци    | 13 (0,3%)     | 37 (0,8%)     |
| Азијати           | 17 (0,4%)     | 8 (0,2%)      |
| Хиспаноамериканци | 74 (1,6%)     | 111 (2,5%)    |
| Укупно            | 4.525         | 4.473         |